# 竹田音治郎
竹田 音治郎（たけだ おとじろう、1882年11月28日 - 没年不詳）は、日本の判事（裁判官）、教育者。大審院判事、東京控訴院判事、立教大学教授。

## 人物・経歴
奈良県添上郡櫟本町（現・天理市）出身。1910年東京帝国大学法科大学独法科卒業。千葉区裁判所判事、東京地方裁判所判事、静岡地方裁判所判事、東京控訴院判事、大審院判事を歴任。1945年3月、大審院部長となり、同年に退官した。
大正期から昭和初期には立教大学経済学部教授を兼務し、民法を講じた。